# Bartolomé Trías
Bartolomé Trías Comas (Barcelona, 14 de febrero de 1876 - 11 de febrero de 1965) fue un empresario y político carlista español.

## Biografía
Era comerciante de cereales. Militó en la Comunión Tradicionalista, siendo presidente de la Juventud Tradicionalista de Barcelona y gerente del órgano del partido, El Correo Catalán. Fue candidato jaimista por Igualada en las elecciones generales de 1916, pero no resultó elegido. Sí saldría elegido diputado por el distrito de Vich en las elecciones generales de 1918 y 1919. A pesar de contar con el beneplácito de la Liga Regionalista en las elecciones generales de 1920, fue derrotado por Ramón Vilaplana Forcada, un regionalista independiente. Por ello fue nombrado senador por Barcelona en 1920 y por Gerona en 1923.
Tuvo por hijos a Bartolomé, Carlos, Consuelo y Francisco Trías Bertrán. Carlos Trías Bertrán fue consejero nacional y procurador en Cortes.

## Distinciones
- Gran Cruz de la Orden de Cisneros (1956)[6]